# Рейнер (лунный кратер)
Кратер Рейнер (лат. Reiner) — крупный молодой ударный кратер в центральной части Океана Бурь на видимой стороне Луны. Название присвоено в честь итальянского астронома и математика Винченцо Рейнера (Рейнери) (1606−1647) и утверждено Международным астрономическим союзом в 1935 г. Образование кратера относится к эратосфенскому периоду.

## Описание кратера

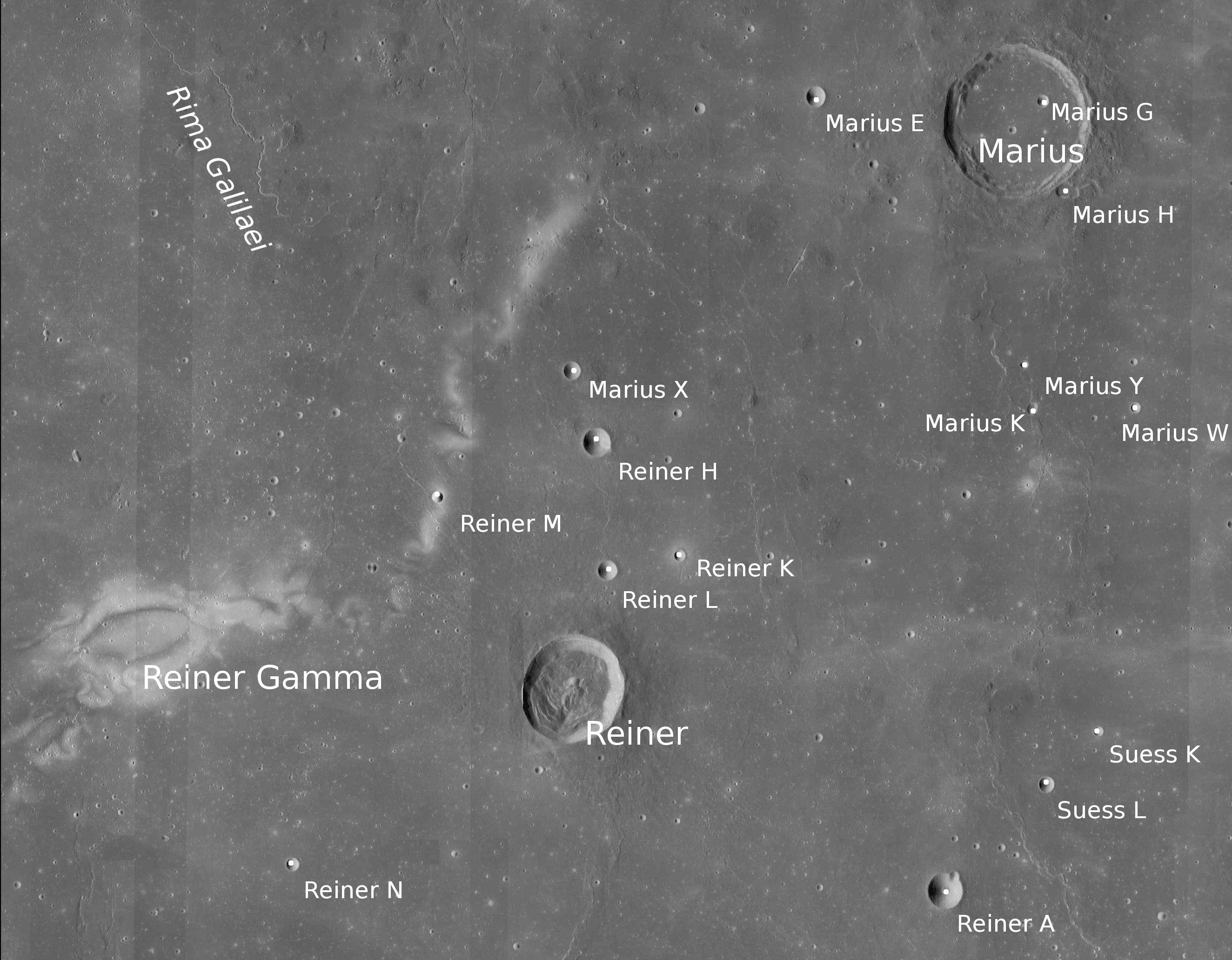
Окрестности кратера Рейнер. Снимок зонда Lunar Reconnaissance Orbiter.

Ближайшими соседями кратера являются кратер Галилей на западе-северо-западе; кратер Мариус на северо-востоке; кратер Зюсс на востоке-юго-востоке и кратер Герман на юге-юго-западе. На западе от кратера располагается деталь с высоким альбедо — Рейнер Гамма. Селенографические координаты центра кратера — 6°55′ с. ш. 54°59′ з. д. / 6,92° с. ш. 54,98° з. д., диаметр 29,9 км, глубина 2960 м.
Кратер Рейнер имеет близкую к циркулярной форму и практически не разрушен. Вал с четко очерченной кромкой, окружен массивным внешним склоном шириной до 15 км, от южной части внешнего склона отходит длинная гряда. В южной оконечности вала имеется понижение. Внутренний склон узкий и гладкий, со следами обрушения у его подножья. Высота вала над окружающей местностью достигает 900 м, объем кратера составляет приблизительно 570 км³. Дно чаши пересеченное, в южной части чаши расположены складки, концентричные по отношению к валу. В центре чаши расположен массивный сдвоенный центральный пик с отрогами, вытянутыми в южном направлении.
По морфологическим признакам кратер относится к типу TRI (по названию типичного представителя этого класса — кратера Триснеккер).

## Сечение кратера
На приведенном графике представлено сечение кратера в различных направлениях, масштаб по оси ординат указан в футах, масштаб в метрах указан в верхней правой части иллюстрации.

## Сателлитные кратеры
| Рейнер | Координаты                                          | Диаметр, км |
| ------ | --------------------------------------------------- | ----------- |
| A      | 5°08′ с. ш. 51°31′ з. д. / 5,13° с. ш. 51,51° з. д. | 9,9         |
| C      | 3°30′ с. ш. 51°31′ з. д. / 3,5° с. ш. 51,52° з. д.  | 7,1         |
| E      | 1°54′ с. ш. 49°38′ з. д. / 1,9° с. ш. 49,64° з. д.  | 4,5         |
| G      | 3°14′ с. ш. 54°20′ з. д. / 3,23° с. ш. 54,34° з. д. | 3,1         |
| H      | 9°06′ с. ш. 54°46′ з. д. / 9,1° с. ш. 54,76° з. д.  | 7,7         |
| K      | 8°07′ с. ш. 53°59′ з. д. / 8,11° с. ш. 53,98° з. д. | 3,1         |
| L      | 7°58′ с. ш. 54°40′ з. д. / 7,97° с. ш. 54,66° з. д. | 5,4         |
| M      | 8°37′ с. ш. 56°15′ з. д. / 8,62° с. ш. 56,25° з. д. | 3           |
| N      | 5°22′ с. ш. 57°36′ з. д. / 5,37° с. ш. 57,6° з. д.  | 3,7         |
| Q      | 1°23′ с. ш. 50°55′ з. д. / 1,38° с. ш. 50,92° з. д. | 2,9         |
| R      | 3°41′ с. ш. 55°41′ з. д. / 3,68° с. ш. 55,69° з. д. | 46,1        |
| S      | 2°16′ с. ш. 50°50′ з. д. / 2,26° с. ш. 50,84° з. д. | 3,4         |
| T      | 3°41′ с. ш. 52°19′ з. д. / 3,68° с. ш. 52,32° з. д. | 2,6         |
| U      | 4°06′ с. ш. 52°35′ з. д. / 4,1° с. ш. 52,58° з. д.  | 3,2         |

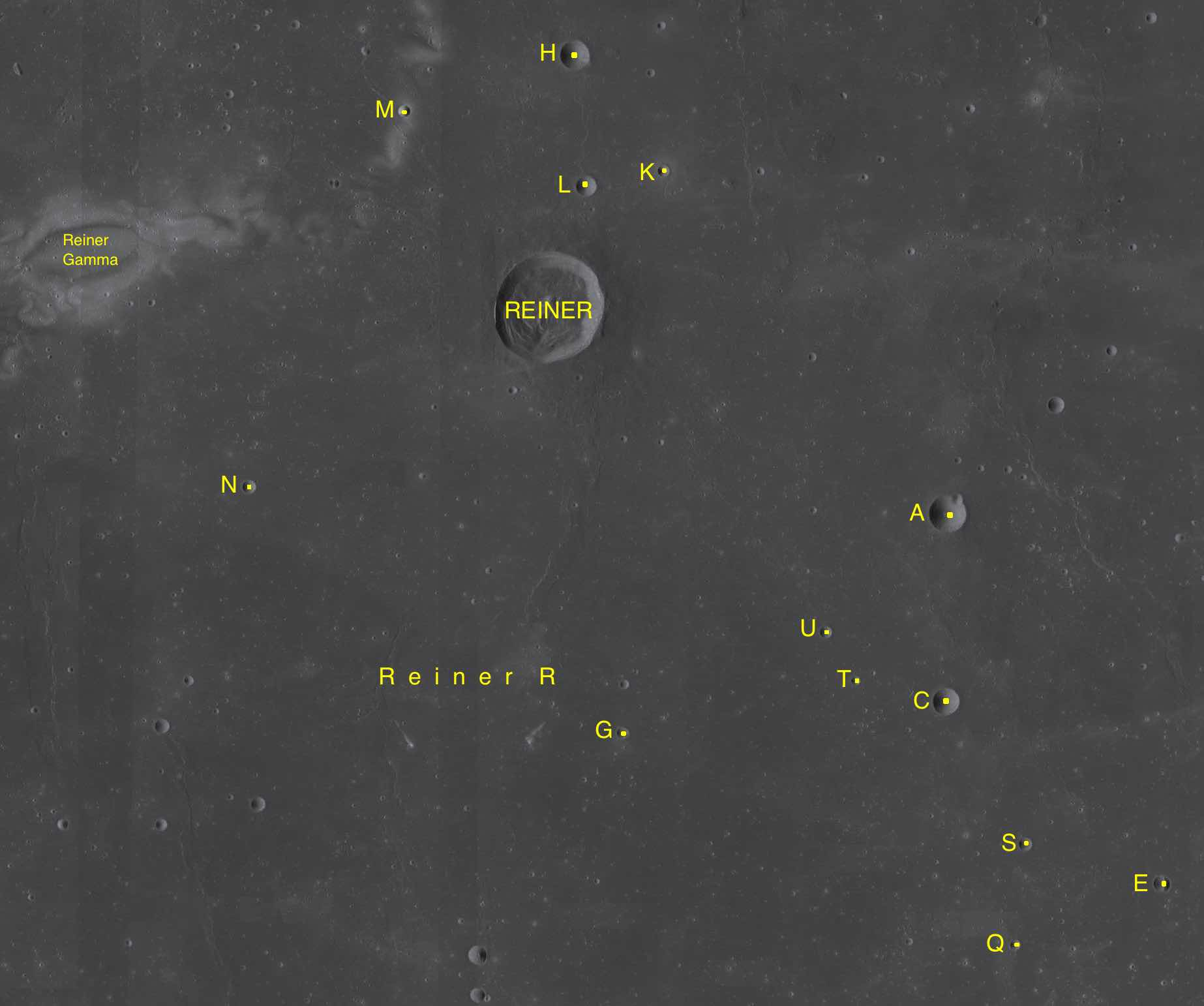
Фрагменты карт LAC-56, LAC-57.

- Сателлитные кратеры Рейнер K и L включены в список кратеров с яркой системой лучей Ассоциации лунной и планетарной астрономии (ALPO)[6].
- Сателлитные кратеры Рейнер A и C относятся к числу кратеров, в которых зарегистрированы температурные аномалии во время затмений. Объясняется это тем, что подобные кратеры имеют небольшой возраст и скалы не успели покрыться реголитом, оказывающим термоизолирующее действие.
- Образование сателлитного кратера Рейнер E, вероятно, относится к эратосфенскому периоду[1].

## Галерея

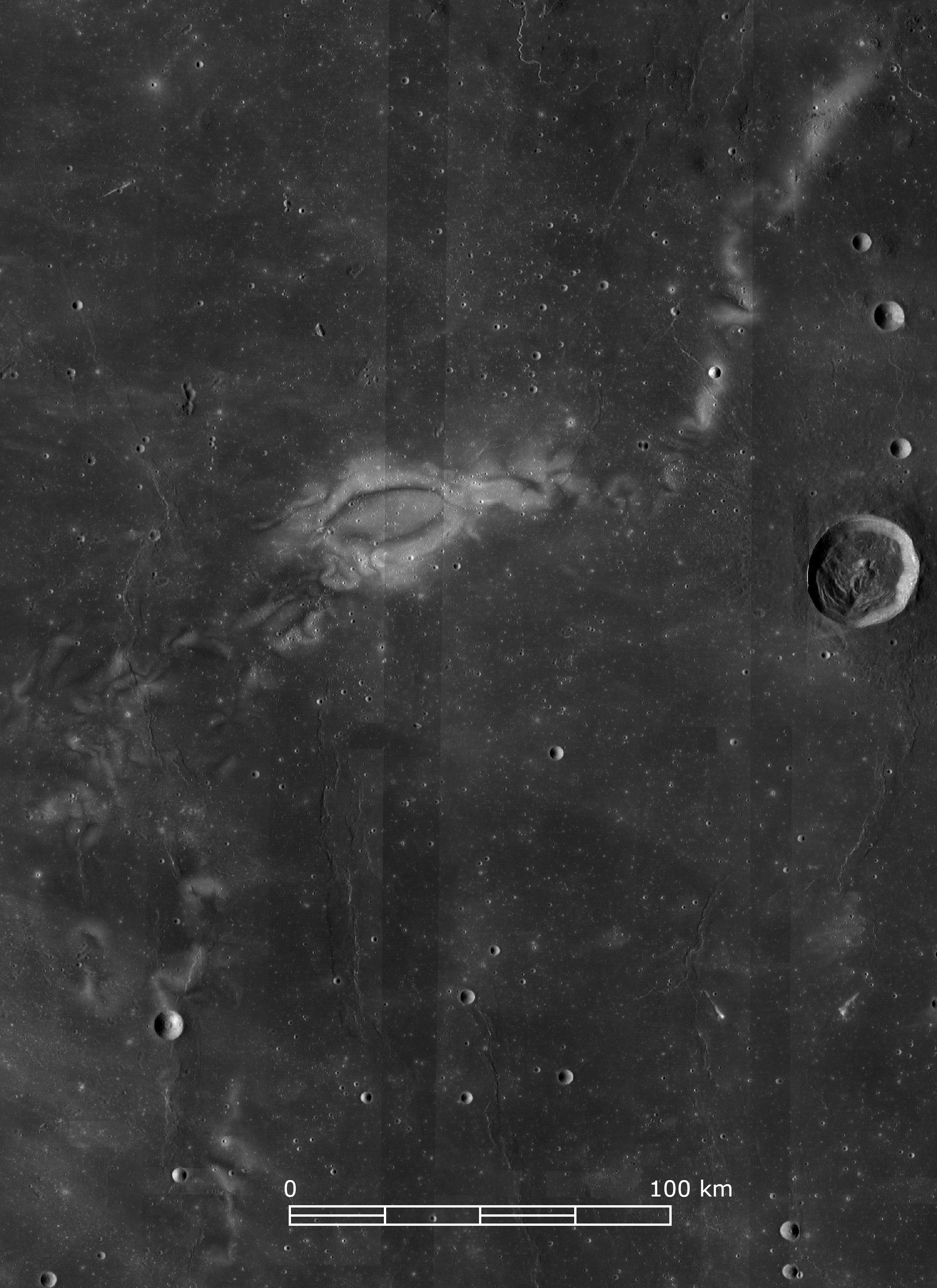
Структура Рейнер Гамма. Комбинация снимков широкоугольной камеры зонда Lunar Reconnaissance Orbiter.

## См.также
- Список кратеров на Луне
- Лунный кратер
- Морфологический каталог кратеров Луны
- Планетная номенклатура
- Селенография
- Минералогия Луны
- Геология Луны
- Поздняя тяжёлая бомбардировка